# Társadalomtudományok listája
A társadalomtudományok az emberrel mint társadalmi lénnyel foglalkoznak, valamint magát az ember által létrehozott társadalmat, és e kettő viszonyát tanulmányozzák.
Társadalomtudományok:
Alaptudományok:
- Filozófia
- Társadalomföldrajz
- Jogtudomány
- Közgazdaságtan
- Kulturális antropológia
- Művészettörténet
- Néprajz
- Nyelvészet
- Politikatudomány
- Pszichológia
- Szociológia
- Történettudomány

Alkalmazott társadalomtudományok:
- Delfinológia
- Genealógia
- Könyvtártudomány
- Levéltártudomány
- Muzeológia
- Numizmatika
- Pedagógia
- Régészet
- Szociális munka